# 더크 마이어
더크 마이어(Dirk Meyer, 본명: Derrick R. "Dirk" Meyer, 1961년 11월 24일 ~ )는 어드밴스트 마이크로 디바이시스의 전 CEO로 2008년 7월 18일부터 2011년 1월 10일까지 재직했다.

## 교육
일리노이 대학교 어배너-섐페인에서 컴퓨터 공학 학사 학위를, 보스턴 대학교 경영 대학원에서 경영학 석사 학위를 받았다.

## 경력
DEC에 근무하는 동안 알파 21064 및 알파 21264 마이크로프로세서의 공동 설계자였으며 인텔의 마이크로프로세서 설계 그룹에서도 근무했다.
마이어는 1996년에 AMD에 합류하여 애슬론 프로세서를 설계하고 개발하는 팀을 개인적으로 이끌었다.
더크 마이어는 이전에 AMD의 사장 겸 CEO였다. 한때 그는 최고 운영 책임자였다. 이 역할에서 그는 전 CEO이자 AMD 헥터 루이즈 회장과 함께 AMD의 리더십과 경영을 공유했다. 이 직책을 맡기 전에 마이어는 AMD 마이크로프로세서 솔루션 부문의 사장 겸 최고 운영 책임자(COO)로 재직하며 제품 개발, 제조, 운영 및 제품 마케팅을 포함하여 AMD의 마이크로프로세서 비즈니스에 대한 전반적인 책임을 맡았다.
2008년 7월 18일 더크 마이어가 헥터 루이즈를 대신하여 AMD의 CEO가 되었다. 마이어는 회사를 PC 및 데이터 센터 서버 시장에 집중시켰다. AMD는 2010년에 그 어느 때보다 많은 노트북이 시장에 출시될 것이라고 발표했다. 마이어는 증가하는 모바일 및 소비자 가전 시장이 기존 시장을 축소하지 않는다고 말함으로써 초점을 정당화한다. 그는 나중에 AMD가 이러한 시장에 대응하기 위해 충분한 자원을 투입할 준비가 되었을 때 이러한 시장에 진출하고 싶었다. 이 전략은 전통적인 PC 시장을 위한 불도저 아키텍처로 이어졌고, 밥캣은 인텔이 거의 독점하고 있는 넷북과 태블릿 시장을 다루며 둘 다 2011년과 2012년에 시장에 출시되었다.
2011년 초, 마이어는 AMD 이사회와의 논의 끝에 CEO에서 해임되었다. 그의 사임은 회사의 미래 전략 방향에 대한 상충되는 견해 때문인 것으로 널리 알려져 있다. 마이어는 그해 후반에 로리 리드로 교체되었다.
2012년 10월 10일 마이어는 스타트업 회사 오쿠스(Ocoos)의 이사회에 합류했다.